# Карпенко, Николай Андреевич (капитан)
Николай Андреевич Карпенко (декабрь 1928 — 31 октября 2015) — капитан III ранга советского морского флота, участник Великой Отечественной войны, общественный и хозяйственный деятель Советского Союза и Российской Федерации, председатель Петрозаводского Совета ветеранов, почётный гражданин города Петрозаводска (2012).

## Биография
Родился в декабре 1928 года в станице Челбасская Северо-Кавказского края в крестьянской русской семье. В годы войны находился на оккупированной территории. После освобождения в 1943 году Северо-Кавказского края, на территории которого проживала семья Карпенко, четырнадцатилетний подросток вместе с двоюродным братом бежали на фронт. Но попытка не удалась и их вернули обратно домой. Во второй раз решив попасть на фронт Николай прикинулся беспризорником, прибился к эшелону и оказался в 108-й гвардейской дивизии 308 стрелкового полка. Первым испытанием для солдата Карпенко стал марш-бросок на 400 километров, который за 9 суток преодолели бойцы Красной Армии.
Служил в медицинской роте, занимался эвакуацией раненных солдат с поля боя. Прошел с боями Украину, Молдавию и Румынию. Осенью 1944 года по состоянию здоровья был демобилизован. Победу встретил в госпитале, находился на долечивании. После войны завершил обучение в школе в станице Брюховецкой. Потом по направлению очутился в Ленинграде, где стал учиться в речном училище. Окончив его, перешел работать в пароходство. Направлен был в Беломорск.
В Беломорско-Онежском пароходстве трудился с 1951 по 1969 годы. Прошёл все ступени карьеры от третьего механика буксира «Игарка» до заместителя начальника службы судового хозяйства. Избирался председателем бассейнового комитета профсоюзов. Именно его заслуга в строительстве современной больницы водников и санатория-профилактория «Парус», развития пионерлагеря «Водник» и создания в Петрозаводске и районах клубов юных моряков.
Активно занимался общественной деятельностью. После выхода на пенсию до 1997 года возглавлял Совет ветеранов. Член Совета Петрозаводской городской общественной организации «Союз ветеранов Военно-Морского флота».
По решению депутатов городского совета в 2012-м году ему присвоено звание "Почетный гражданин города Петрозаводска".
Проживал в городе Петрозаводске. Умер 31 октября 2015 года.

## Награды
За боевые и трудовые успехи удостоен:
- Орден Отечественной войны II степени
- Орден Знак Почёта
- Медаль «За победу над Германией в Великой Отечественной войне 1941—1945 гг.»
- другие медали.

- Почётный гражданин города Петрозаводска Республики Карелия (2012 год).